# Cay đắng

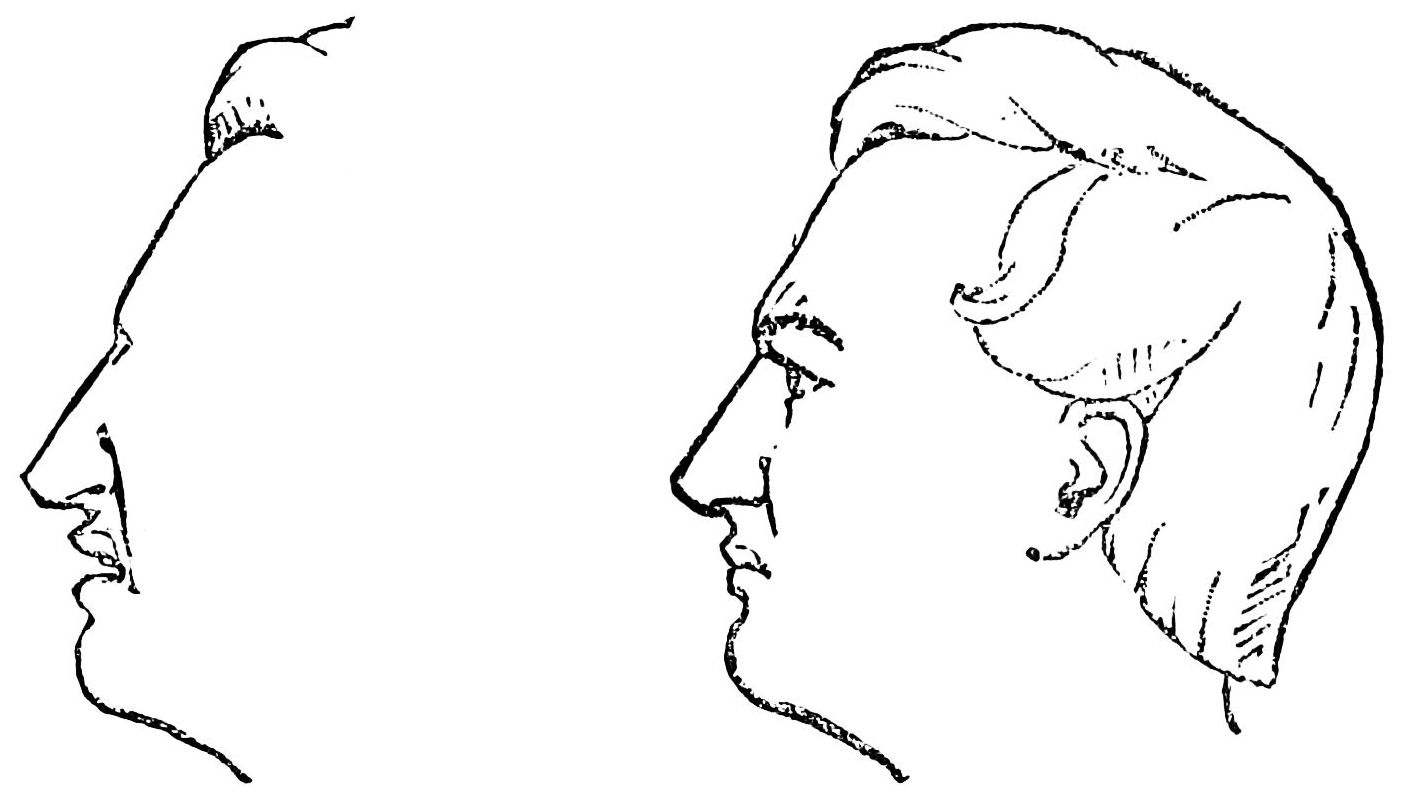
Nét mặt cay đắng

Cay đắng (oán giận, tiếng Anh: resentment) là một cảm xúc phức tạp. Nó bao gồm sự thất vọng, ghê tởm, giận dữ, và sợ hãi. Một số nhà tâm lý học coi đó là một tâm trạng hoặc một cảm xúc thứ cấp (bao gồm các yếu tố nhận thức) có thể được khơi gợi khi đối mặt với sự xúc phạm và/hoặc tổn thương.